# Igreja Nossa Senhora da Conceição (Várzea Grande)
Igreja Nossa Senhora da Conceição é um bem tombado localizado no município de Várzea Grande, no Mato Grosso.
Igreja de Nossa Senhora da Conceição foi erguida em 1910, após Gabriel Modesto Curvo e Bernardinho da Costa Arruda angariarem fundos e obterem colaboração do Arcebispo Dom Aquino Corrêa, então presidente de Mato Grosso. A imagem da santa foi doada pelo Coronel Joaquim Cursino. A angariação de fundos se deu através da realização de quermesses, leilões e bailes.
A população local ajudou a construir o templo que fica localizado no distrito da Passagem da Conceição. A propriedade foi tombada em 2006.